# Jennifer Newrkla
Jennifer Newrkla (ur. 4 lipca 1984 w Wiedniu) – austriacka aktorka.

## Życie i kariera
Matka Jennifer pochodzi z Austrii a ojciec z Chorwacji. Od 2003 do 2006 roku uczęszczała do szkoły teatralnej Schauspielschule Krauss w Wiedniu.
Od lipca 2014 Newrkla gra Julię Wegener w produkcji ARD Burza uczuć.

## Filmografia
- 2008: SOKO Wien
- 2010: Aschenputtel
- 2013: Die Rosenheim-Cops
- 2014 - nadal: Burza uczuć